# Mesochorus incultus
Mesochorus incultus är en stekelart som beskrevs av Dasch 1971. Mesochorus incultus ingår i släktet Mesochorus och familjen brokparasitsteklar. Inga underarter finns listade i Catalogue of Life.